# Língua murkim
Murkim é uma Papua da  Nova Guiné Ocidental, Indonésia, muito próxima de suas aparentadas Lepki e [[língua kembra|Kembra] Embora falado por menos de 300 pessoas, está sendo aprendido por crianças. É falado no distrito de Murkim, província de Papua, Indonésia.

## Dialetos
Os dialetos incluem as variedades faladas nas aldeias Milki e Mot (Wambaliau 2004: 22-2).8).

## Pronomes
Os pronomes são:
|         | sg              | pl              |
| ------- | --------------- | --------------- |
| 1ª excl | nuːk            | nakme           |
| 1ª incl |                 | nakmere         |
| 2ª      | hak(o)          | sakmere         |
| 3ª      | kne ~ yak ~ ire | kne ~ yak ~ ire |

## Frases
Exemplos de frases Murkim:
|iro-mo munɪ l-aba-le kne-lo |3-SBJ dinheiro ?-pai-DAT? give-TNS | 'Ela deu dinheiro ao meu pai.'
|irom-mo abum har-ko |3-SBJ amanhã go-TNS |'Ela vai amanhã.'
|iro-mo yo tma-kon li-lo |3-SBJ facão de madeira-INSTR corta-TNS |'Ele está cortando madeira com um facão.'
|iro-mo lais-se ɲi-lo |3-SBJ arroz-? comer-TNS | ‘Ela come arroz?’